# El señor de las moscas (película de 1990)
El señor de las moscas es una película estadounidense dirigida por Harry Hook en 1990 basada en la novela  de William Golding. Existe una película anterior dirigida por Peter Brook en 1963 también basada en el mismo libro de Golding (Lord of the Flies en inglés). En la película se hace explícita la intención del novelista de ofrecer una visión de la naturaleza humana alternativa a la que se refleja en el Emilio de Rousseau.
El título alude a la maldad humana, representada por Belcebú, deidad filistea y posteriormente también perteneciente a la iconografía cristiana, que es conocido por este sobrenombre de Señor de las Moscas.

## Argumento
Un avión que lleva a casa a unos cadetes de una escuela militar de Inglaterra, estos sufren una avería y caen en el océano, cerca de una isla desierta. Los niños supervivientes llegan a la isla, llevando con ellos al piloto muy malherido. En vista de las circunstancias —que están solos, sin comida, ni agua, ni ropa para usar (están en calzoncillos toda la película)—, deberán organizarse para sobrevivir. Al darse cuenta de las pocas probabilidades que hay de ser rescatados, deciden unirse para sobrevivir, estableciendo unas normas mínimas de convivencia y un reparto de tareas. Pero pronto uno de ellos (Jack) decide desmarcarse del grupo, ya que tenía una obsesión de cazar a un jabalí, arrastrando consigo a otros. Lo que en principio parece una decisión sin mayores consecuencias, acabará por convertirse en una guerra entre dos bandos: el de los cazadores y el de los que aún son disciplinados de Ralph, Piggy y Simon. En una de las exploraciones, unos niños descubren al piloto, pero lo consideran un monstruo y le clavan una lanza; así que matan a un jabalí y colocan su cabeza como ofrenda. Simon, interesado por lo de la Bestia, se dirige al lugar y descubre al piloto. Asustado, avisa a los chicos, pero estos se atemorizan por su repentina llegada y lo confunden con la Bestia, apuñalándolo de manera cruel y sanguinaria. Piggy, siendo el único cuerdo de ambas tribus, muere asesinado por Roger al arrojarle una gran piedra a la cabeza, en un intento de poner en razón a la "tribu" de Jack, dejando así a Ralph solo con ese pensamiento. Al quedar solo, Jack y sus compañeros tratan de cazarlo para exterminar a quien no quiso seguirlos. Lo toman por sorpresa incendiando parte de la isla para acorralarlo. Ralph huye, pero está a punto de ser atrapado cuando llega a la playa y se encuentra con un escuadrón del ejército que los estaban buscando.

## Reparto
- Balthazar Getty como Ralph
- Chris Furrh como Jack Merridew
- Danuel Pipoly como Piggy
- Badgett Dale como Simon
- Andrew Taft como Sam
- Edward Taft como Eric
- Gary Rule como Roger
- Michael Greene como Capitán Benson
- Bob Peck como Oficial de la Marina

## Doblaje
| Personaje            | Doblaje original | Redoblaje         |
| -------------------- | ---------------- | ----------------- |
| Ralph                | Jesús Barrero    | Carlos Díaz       |
| Jack Merridew        |                  | Uraz Huerta       |
| Piggy                |                  | Miguel Ángel Leal |
| Oficial de la Marina |                  | Salvador Delgado  |
| Insertos             |                  | Alfonso Ramírez   |

## Banda Sonora
| Lord of the Flies (Original Motion Picture Soundtrack) |                                               |          |  |
| N.º                                                    | Título                                        | Duración |  |
| 1.                                                     | «Lord Of The Flies (El señor de las moscas)»  | 3:49     |  |
| 2.                                                     | «The Island (La isla)»                        | 3:20     |  |
| 3.                                                     | «Demons (Demonios)»                           | 3:03     |  |
| 4.                                                     | «Fire On The Mountain (Fuego en la montaña)»  | 2:49     |  |
| 5.                                                     | «Cry Of The Hunters (Grito de los cazadores)» | 5:17     |  |
| 6.                                                     | «Last Hope (Última esperanza)»                | 1:03     |  |
| 7.                                                     | «Savages (Salvajes)»                          | 4:02     |  |
| 8.                                                     | «After The Storm (Después de la tormenta)»    | 6:12     |  |
| 9.                                                     | «Bacchanalia (Bacanal)»                       | 3:31     |  |
| 10.                                                    | «Lord Of The Flies - Finale»                  | 3:24     |  |